# Sarmienta
Sarmienta é um género botânico pertencente à família Gesneriaceae.

## Espécies
- Sarmienta repens
- Sarmienta scandens